# Protestants kerkhof van Rome

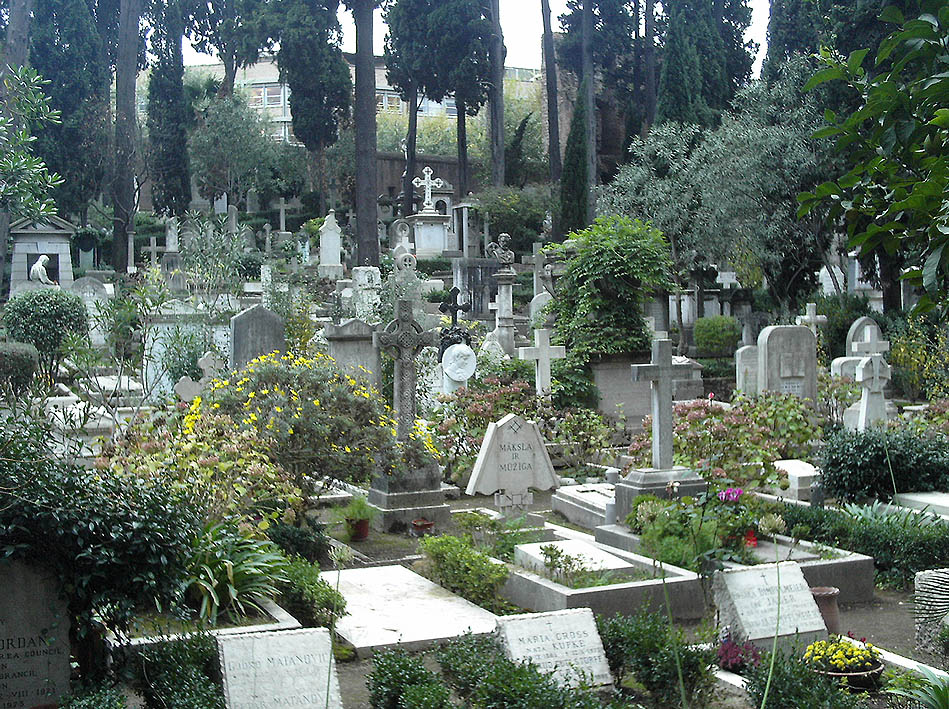
Het Niet Katholiek Kerkhof in Rome

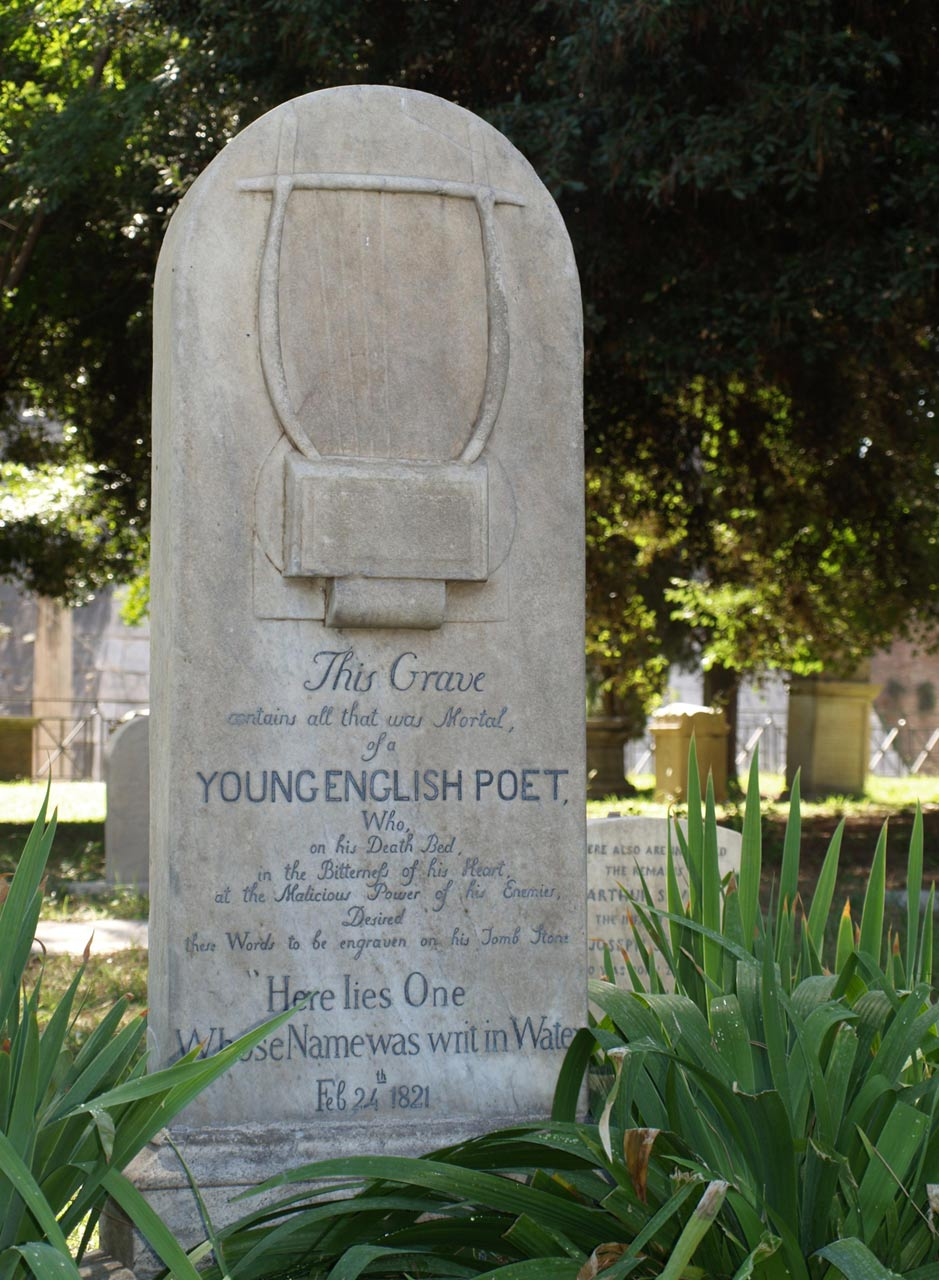
Grafsteen van John Keats

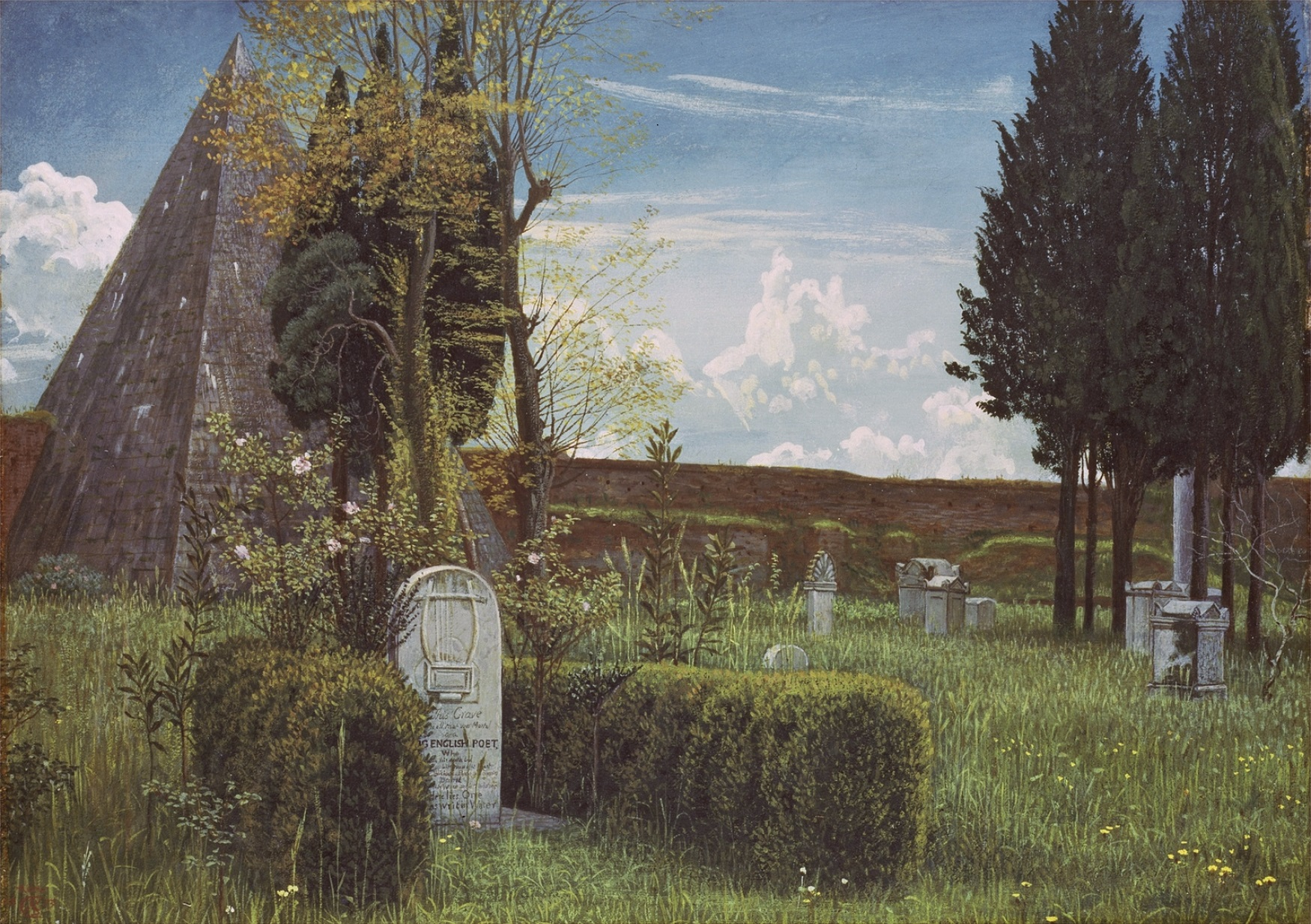
Waterverf schilderij van Walter Crane uit 1873 met het graf van Shelley en op de achtergrond de Piramide van Cestius

Het Niet-katholiek kerkhof van Rome, in het Italiaans voluit: Cimitero Acattolico per gli Stranieri al Testaccio (dat is: Niet-katholiek kerkhof voor buitenlanders bij Testaccio) genoemd, of ook wel Cimitero degli Inglesi (Kerkhof van de Engelsen), of kortweg Cimitero dei protestanti) is een kerkhof in Rome. De begraafplaats is gelegen in de wijk Testaccio aan de Via Caio Cestio, achter de Piramide van Cestius en in de nabijheid van de Porta San Paolo.

## Geschiedenis
Al vanaf 1738 werden in de nabijheid van deze piramide, met pauselijke toestemming, niet-katholieke aanzienlijken begraven, maar het kerkhof zelf is pas ontstaan in het begin van de negentiende eeuw. Paus Pius VII stelde toen een stuk grond ter beschikking aan de Pruisische gezant bij de Heilige Stoel, Wilhelm von Humboldt, om daar zijn twee zonen, die in 1803 en 1807 waren gestorven, te kunnen begraven. Het openen van een begraafplaats voor niet-katholieken werd door Pius noodzakelijk geacht, gelet op het toenemend aantal toeristen en bezoekers. Aangezien de Katholieke Kerk het niet toestond om niet-katholieken te begraven in de gewijde grond van hun kerkhoven en tot de opening van deze begraafplaats niet-katholieken - meestal 's nachts - werden begraven op allerlei plaatsen buiten de stad, leek het dienstig om een begraafplaats in te richten voor alle niet-katholieken die in Rome overleden. Eerder al was op de Aventijn, nabij het Circus Maximus een joodse begraafplaats ingericht.
Op de begraafplaats is het graf te vinden van de Engelse dichter John Keats, op wiens grafsteen - volgen zijn eigen wens - niet zijn naam te lezen valt, maar wel een grafschrift van zijn vrienden Joseph Severn en Charles Brown: "This grave contains all that was mortal, of a YOUNG ENGLISH POET, Who on his Death Bed, in the Bitterness of his Heart, at the Malicious Power of his Enemies, Desired these Words to be engraven on his Tomb Stone: Here lies One Whose Name was writ in Water." Ook het graf van Percy Bysshe Shelley is hier te vinden. Het opschrift op zijn grafsteen luidt: Cor Cordium (Hart der Harten). In dit graf bevindt zich de as van Shelley, die - nadat hij in de Golf van La Spezia verdronk - werd gecremeerd, maar, ironisch genoeg, niet zijn hart. Dat werd in Engeland bijgezet in het graf van zijn zoon, Percy Florence Shelley.

## Beroemde graven
- Karl Brjoellov, Russisch schilder
- Gregory Corso, Amerikaans dichter
- Carlo Emilio Gadda, Italiaans schrijver
- August von Goethe, zoon van Goethe
- Antonio Gramsci, Italiaans schrijver, filosoof; communist
- John Keats, Engels dichter
- Joseph Severn, Engels kunstschilder, vriend van Keats
- Aleksandr Ivanov, Russisch schilder
- Vjatsjeslav Ivanov, Russisch dichter
- Percy Bysshe Shelley, Engels dichter
- Mathilde Weissmann, Tsjechische sopraan
- Pier Pander, Friese beeldhouwer